# Sépeaux-Saint-Romain
Sépeaux-Saint-Romain – gmina we Francji, w regionie Burgundia-Franche-Comté, w departamencie Yonne. W 2013 roku liczba ludności wynosiła 614 mieszkańców. 
Gmina została utworzona 1 stycznia 2016 roku z połączenia dwóch ówczesnych gmin: Saint-Romain-le-Preux oraz Sépeaux. Siedzibą gminy została miejscowość Sépeaux.